# Peder Fredricson
Peder Fredricson (født 30. januar 1972) er en svensk rytter og olympiske medaljevinder. Han blev født i Flen i Södermanland.
Han har vundet to olympiske sølvmedaljer, hans første i holdspring ved Sommer-OL 2004 i Athen, og hans anden i individuel spring ved Sommer-OL 2016 i Rio de Janeiro. Han deltog også i Sommer-OL 1992 i Barcelona i military.